# サイプレス・ヒルズ駅
サイプレス・ヒルズ駅（Cypress Hills）はブルックリン区サイプレス・ヒルズにあるニューヨーク市地下鉄BMTジャマイカ線の駅である。ヘムロック・ストリートとジャマイカ・アベニューの交差点に位置し、J系統が終日停車する（Z系統は通過）。

## 駅構造
| P ホーム階 | 相対式ホーム、右側のドアが開く | 相対式ホーム、右側のドアが開く |
| P ホーム階 | 南行緩行線                     | ← ブロード・ストリート駅行き（クレセント・ストリート駅） ← 通過                                                                                        |
| P ホーム階 | 中央線                         | → 未敷設 |
| P ホーム階 | 北行緩行線                     | → ジャマイカ・センター-パーソンズ/アーチャー駅行き（夕ラッシュ：85丁目-フォレスト・パークウェイ駅、その他時間帯：75丁目-エルダーツ・レーン駅）→ 通過 → |
| P ホーム階 | 相対式ホーム、右側のドアが開く | |
| M          | 改札階                         | 改札口、駅員詰所、メトロカード自動券売機 |
| G          | 地上階                         | 出入口 |

1893年5月30日に開業した際は島式ホーム1面2線の構造だったが、デュアル・コントラクトの一環で1917年5月28日に改築され、現在の相対式ホーム2面2線の構造となった。この改築は将来的に急行線の設置を考慮したものだったが、結局設置されず現在に至っている。
当駅から南隣のクレセント・ストリート駅にかけて2か所の急カーブがあり、特にクレセント・ストリート駅寄りのカーブはニューヨーク市地下鉄全体でもIRTレキシントン・アベニュー線シティ・ホール駅構内に次いで2番目に半径が小さいため、列車はこの区間を減速して通過する。
キャサリーン・マッカーシーによってFive Points of Observationと呼ばれるアートワークが1990年に設置された。ジャマイカ線内の他4駅にも同様のアートワークがある。
北隣の75丁目-エルダーツ・レーン駅からクイーンズ区に入るため、ジャマイカ線内ではブルックリン区最北端の駅である。
当駅は2025年-2029年MTA投資計画においてエレベーターの設置が検討されている。

### 出口
ホーム南端に主要な改札口がある。ホームから1つずつ階段がこの改札へ通じている。改札には3つの回転式改札機と詰所があり、ヘムロック・ストリートとクレセント・ストリートの交差点に階段が2つ通じている。
ホーム北端には出口専用の改札があり、北行ホームにしかつながっていない。地上への階段はオータム・アベニューとジャマイカ・アベニューの交差点に出る。